# Länsväg 275
Länsväg 275 går inom Stockholms län, mellan trafikplats Fredhäll på Kungsholmen i Stockholm och trafikplats Tureberg i Sollentuna kommun i en vid båge över Bromma, Vällingby, Hjulsta och Akalla. Den ansluter till E4 i båda ändpunkter, länsväg 279 vid Ulvsundaplan, länsväg 261 vid Brommaplan och E18 vid Hjulstakorset. Vägen utgörs från Fredhäll till Brommaplan av Drottningholmsvägen. Från Brommaplan till Hjulsta utgörs den av Bergslagsvägen.
Mellan avsnitten Åkeshov–Fredhäll, Lunda–Hjulsta, och mellan Akalla–Kista är vägen hårt trafikerad, och där det i regel är köer under rusningstrafik. I samband med att E18 byggts om till stadsmotorväg, så ersattes Hjulstakorset med en planskild cirkulationsplats 2013. Det har lättat på trafiken mellan Lunda och Hjulsta.

## Korsningar och trafikplatser

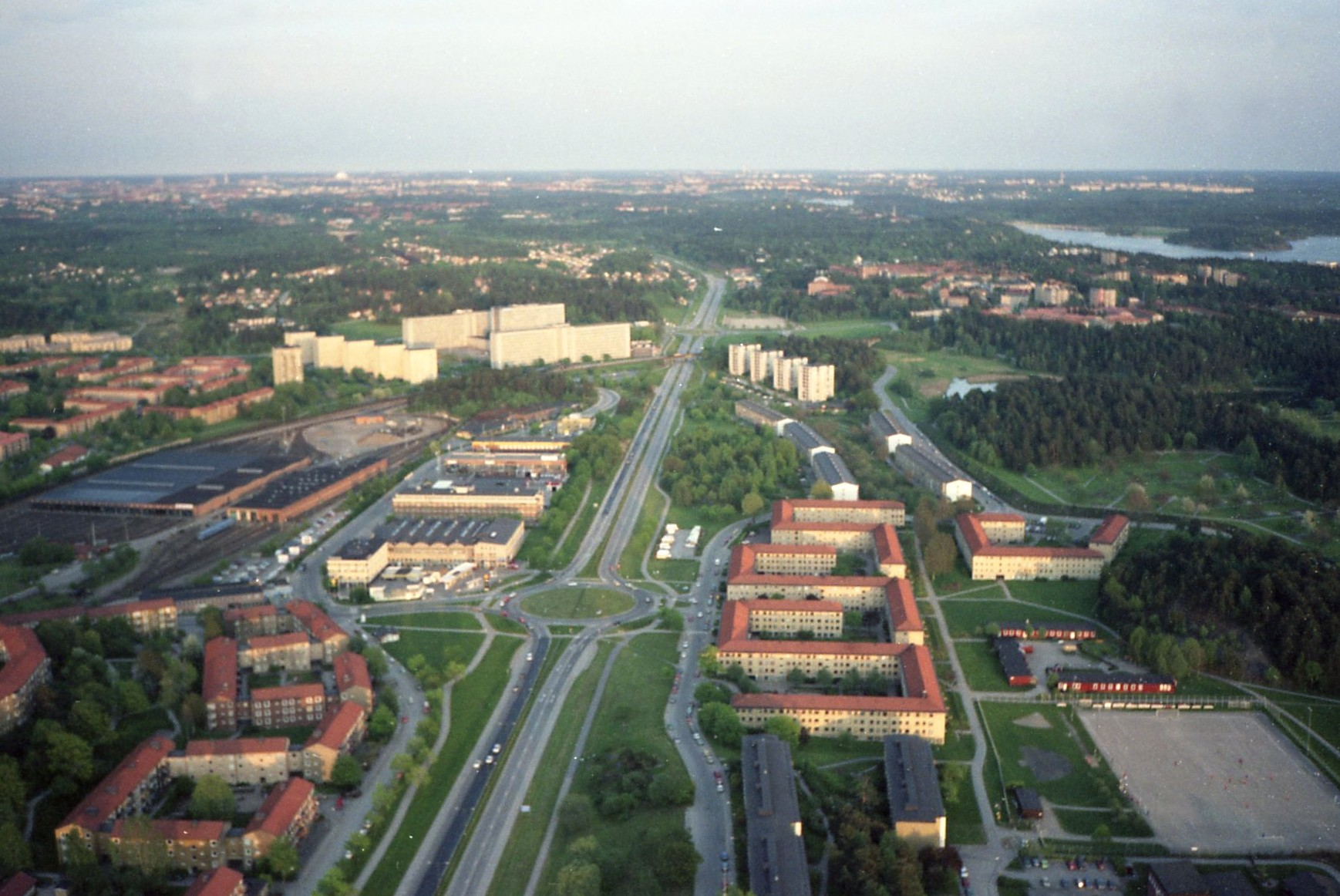
Bergslagsvägen i höjd med Vällingby mot sydost i maj 1988.

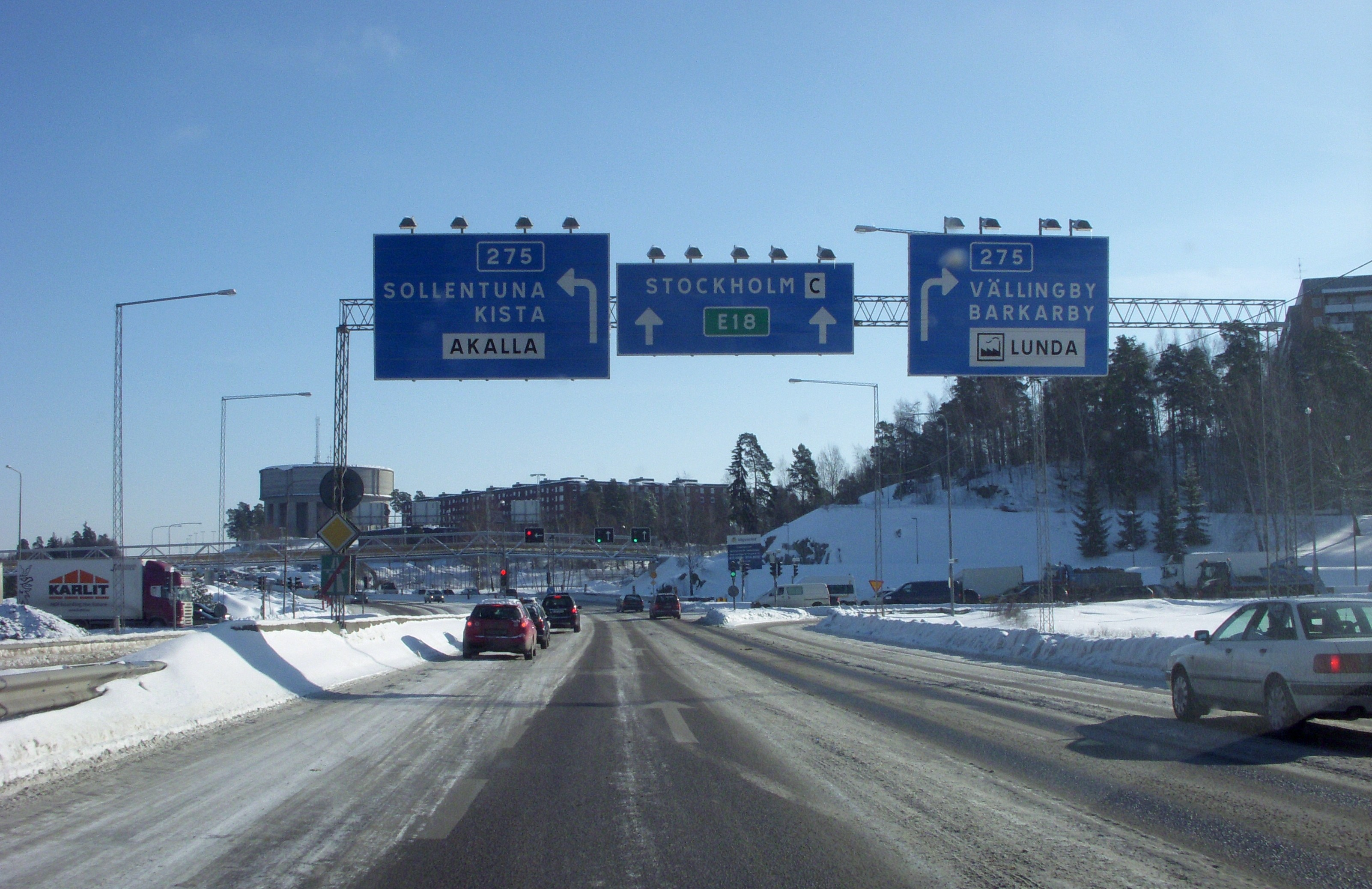
Hjulstamotet innan ombyggnad.

|  | Nr | Namn                 | Skyltning                               |
|  | -- | -------------------- | --------------------------------------- |
|  |    | Trafikplats Fredhäll | E4 E20 Sundsvall, Helsingborg, Göteborg |
|  |    | Tranebergsbron       | 450 m                                   |
|  |    | Alviksplan           | Alvik                                   |
|  |    | Ulvsundaplan         | 279 Kista                               |
|  |    | Brommaplan           | 261 Ekerö                               |
|  |    | Åkeshov              |                                         |
|  |    | Ängbyplan            |                                         |
|  |    | Islandstorget        | Sundbyberg                              |
|  |    | Blackeberg           |                                         |
|  |    | Vällingby            |                                         |
|  |    | Hässelby             | (Väg 275 svänger)                       |
|  |    | Trafikplats Hjulsta  | E18 Stockholm, Oslo                     |
|  |    |                      | Akalla, Kista (Väg 275 svänger)         |
|  |    | Trafikplats Tureberg | E4 Sundsvall, Stockholm                 |